# Julio Puyol y Alonso
Julio Puyol y Alonso (Lleó, 15 de juny de 1865 - Madrid, 15 de juny de 1937), historiador, jurista i crític literari espanyol.

## Biografia
Va estudiar lleis a Madrid i en 1889 es va llicenciar amb excel·lent i premi extraordinari. En 1892 era secretari primer de la Secció de Ciències Morales i Polítiques de l'Ateneo de Madrid. La seva primera publicació va ser La vida política en España (1892). Va contreure matrimoni a Madrid amb Luisa Bustelo Rivas el 23 de novembre de 1896; era filla natural d'un milionari indià i d'una mare que es va suïcidar tirant-se amb ella en braços al carrer; la nena va aconseguir salvar-se i posteriorment fou reconeguda. Julio Puyol va tenir dos fills, nena i nen, va enviduar i no va tornar a casar-se. Va ser amic del general Marvà, que va ser president de l'Institut Nacional de Previsió i amb certes inquietuds socials; del pensador Gumersindo de Azcárate (lleonès com ell, jurisconsulo, polític, escriptor, president de l'Institut de Reformes Socials i de l'Ateneo de Madrid) i de Benigno Vega-Inclán, marquès de Vega-Inclán.
Puyol va compondre el primer comentari a la Ley sobre los accidentes del trabajo del 30 de gener de 1900, i va ocupar un lloc important en l'Institut de Reformes Socials, per al que va elaborar Informes sobre les Mines de Biscaia i la Fàbrica i obrers de Mieres. Va participar activament en la creació de l'Institut Nacional de Previsió. Va ocupar un alt càrrec en el Ministeri del Treball d'Espanya; Largo Caballero li va oferir ser ministre en diverses ocasions, però va refusar perquè no li seduïa la provisionalitat i inseguretat dels càrrecs polítics. Va començar a col·laborar en la Revue Hispanique de Raymond Foulché-Delbosc el 1904, publicant la Carta puebla d'El Espinar, Segòvia. Es va fer amic del gran filòleg Adolfo Bonilla y San Martín, amb qui va compondre a mig fer una novel·la. El 1906 és nomenat corresponent de la Hispanic Society of America i el 1914 membre de la Reial Acadèmia de la Història i el 1918 de la Reial Acadèmia de Ciències Morals i Polítiques. Políticament liberal, entre octubre i novembre de l'any 1934 va participar en unes importants sessions de debat de l'Acadèmia de Ciències Morals i Polítiques sobre El nacional-socialismo alemán, pioneres a Espanya sobre el tema. En els Anales d'aquesta Acadèmia de 1935 poden seguir-se les transcripcions d'aquests debats. La Guerra Civil Espanyola li va enxampar malalt a Madrid, i la seva casa estava en les proximitats de la Caserna de la Montaña, exposada a les bales. Va morir el 1937 i està enterrat al Cementiri de l'Almudena de Madrid
Va editar la Crónica de España de Lucas de Tuy i va compondre documentats i crítics estudis, com Los orígenes del reino de león, Las hermandades de castilla y León, El abadengo de Sahagún, Los cronistas de Enrique IV (1921) i La conspiración de Espoz y Mina. Va contribuir a més al coneixement d'alguns temes de literatura medieval amb la seva reconstrucció de la Gesta de Sancho II de Castilla (1911) i el seu estudi de la Crónica particular del Cid (1911). També publicà va publicar treballs sobre l'Arxipreste d'Hita i Cervantes i una edició crítica molt valuosa de La Pícara Justina (1912). Entre els seus treballs bibliogràfics destaca el que va escriure en col·laboració amb Isabel, l'esposa del difunt hispanista Raymond Foulché-Delbosc, Bibliografía de Raymond Foulché-Delbosc; acull 454 referències, entre diferents edicions d'una mateixa obra, articles, bibliografies, treballs originals i edicions de textos.

## Obres
- La Reina Apócrifa (Historia que parece cuento), de 1924
- El Vandalismo en una Catedral (1926)
- Monasterio de Guadalupe (1927)
- Monasterio de Carracedo (1928)
- "De la supervivencia de una idea primitiva sobre el alma y la muerte", en Anales de la Academia de Ciencia Morales y Políticas, 1934
- Orígenes del Reino de León y de sus instituciones políticas
- La abadía de San Pedro de Montes
- Las hermandades de Castilla y León: estudio histórico: seguido de las ordenanzas de Castronuño
- "Glosario de algunos vocablos usados en León". RHI, Vol. 15, 1906.
- "Las crónicas anónimas de Sahagún" (1920), en el BRAH, tomo 76, pp. 7–26, pp. 111–122, pp. 242-257, pp. 339–356, pp. 395–419, pp. 512–519 y tomo 77, pp. 51–59 y pp. 151–192.
- "La conspiración de Espoz y Mina (1824-1830): Con noticias y documentos hasta ahora inéditos
- Lucas de Tuy, Crónica de España, edición de Julio Puyol.
- El abadengo de Sahagún
- Los cronistas de Enrique IV (1921)
- Gesta de Sancho II de Castilla, edición de Julio Puyol (1911)
- La Pícara Justina, edición crítica de Julio Puyol (1912).
- Con Isabel Foulché-Delbosc, Bibliografía de Raymond Foulché-Delbosc